# Sabella curta
Sabella curta är en ringmaskart som beskrevs av Montagu 1803. Sabella curta ingår i släktet Sabella och familjen Sabellidae. Inga underarter finns listade i Catalogue of Life.